# Языковой остров
Языковой остров — языковой эксклав, полностью окруженный ареалом другого языка или языков. Изучением языковых островов занимается лингвистическая география, которая в частности исследует и языковые границы, смещение которых со временем при различных обстоятельствах приводит к возникновению языковых островов. В последнее время, в связи с появлением официальных языков и политико-этническим разграничением территорий, языковые острова могут существовать де-юре и/или де-факто. Классическим примером последней ситуации является Брюссельский столичный округ в Бельгии, де-юре представляющий собой двуязычный (французско-нидерландский) субъект, окружённый официально нидерландоязычной территорией. Де-факто, промежуточная с Валлонией коммуна Род-Сен-Женез имеет франкоязычное большинство, фактически превращая Валлонию и Брюссель в единый франкоязычный регион.

## Средние века
В средние века языковые острова были наиболее характерны для регионов Восточной Европы, колонизованных немцами-фольксдойче. Так, в XII-XIX вв. значительная часть городов региона имела немецкоязычное большинство, окружённое ареалами сельского населения автохтонных национальностей (поляки, румыны, чехи, словаки и т. д.) Рига, Прага, Братислава, Сибиу и многие другие города долгое время были немецкими языковыми островами. В Российской империи подобные острова были характерны для немецких колоний в южных губерниях (от Бессарабии до Поволжья).

## Новое время
В XX веке в Средней Азии появились многочисленные русскоязычные острова, в первую очередь столицы и крупные города местных республик. После получения независимости, значительная часть русского населения эмигрировала, хотя русско-национальное двуязычие по-прежнему поддерживается во многих из них.

## Примеры
Примеры языковых островов в истории:
- Секеи и венгры в Румынии
- Немцы в Румынии
- Немцы Готтшее — немецкий языковой остров, существовавший на территории нынешней Словении, в районе Кочевье (Готтшее)
- Затерланд
- Брюссель
- Исленьо
- Паленкеро
- г. Альгеро, Сардиния
- Швабская Турция
- Upper Harz (англ. Upper Harz)
- Буковинские немцы
- Рига
- Прага
- Латгалия